# Novomyrne
Novomyrne  (ucraniano: Новомирне) es una localidad del Raión de Bolhrad en el Óblast de Odesa de Ucrania. Según el censo de 2001, tiene una población de 20 habitantes.